# Allahyarlı (Beyləqan)
Allahyarlı è un comune dell'Azerbaigian situato nel distretto di Beyləqan. Conta una popolazione di 671 abitanti.